# Щетинкина
Щети́нкина — посёлок в Балахтинском районе Красноярского края России. Входит в состав Огурского сельсовета.

## География
Посёлок расположен на расстоянии 45 км к востоку от посёлка городского типа Балахта, административного центра района.

## История
Посёлок образован в 1966 году для переселения в него жителей из деревень Смоленка, Жульгет, Кижарт, Нежи, Корло, Потапова и других попавших в зону затопления Красноярского водохранилища.

## Население
| 1989 | 2002 | 2010 |
| ---- | ---- | ---- |
| 335  | ↘285 | ↘228 |

Гендерный состав
По данным Всероссийской переписи населения 2010 года, в посёлке проживало 228 жителей (122 мужчины и 106 женщин).